# کوگالیم
شهر کوگالیم (به روسی: Когалым) در کشور روسیه و در اوکروگ خانتی-مانسی اوتونوموس واقع شده‌است.